# Emirat d'Ilorin
L'emirat d'Ilorin és un estat tradicional basat en la ciutat d'Ilorin a l'estat de Kwara, a Nigèria. És considerat un del Banza Bakwai, o estats originals dels regnes hausses.
A l'inici del segle xix Ilorin era una ciutat de frontera al nord-est de l'Imperi d'Oyo, amb una població principalment ioruba però amb molts immigrants hausses i fulanis. Fou la seu d'un general d'Oyo, Afonja, qui es va rebel·lar en 1796 contra l'imperi i va ajudar el seu esfondrament amb l'assistència dels fulanis. La rebel·lió tenia el suport dels esclaus musulmans del Regne Nupe i Bornu. Afonja rebia ajut de Salih Janta, també anomenat Shehu Alimi, un dirigent local fulani. El 1824 Afonja fou assassinat i el fill de Shehu Alimi, Abdusalami, va esdevenir emir. Ilorin va passar a ser un emirat depenent del califat o Sultanat de Sokoto.
Per algun temps Ilorin fou un centre important del comerç d'esclaus. Antigament els esclaus principalment havien estat enviats al nord a través del Sàhara, però ara eren enviats al sud via les terres iorubes cap a la costa per subministrar la demanda dels Estats Units, les Índies Occidentals i Brasil. Els esclaus eren agafats en terres dels igbos a l'est i de les ciutats iorubes conquerides, així com d'àrees més enllà al nord, i eren bescanviats per teles i altres béns. Ilorin va continuar expandint-se cap al sud derrotant les restes de l'Imperi Oyo a la batalla d'Ogbomosho i Oyo va col·lapsar el 1836, però l'expansió d'Ilorin fou aturada el 1838 pel Regne d'Ibadan, un estat successor d'Oyo, a la batalla d'Òsogbo. La cavalleria d'Ilorin era ineficaç en la jungla existent cap al sud, i pels anys 1850 Ibadan tenia accés a armes de foc a través dels comerciants europeus de la costa. La ciutat va ser ocupada per la Companyia Reial del Níger el 1897 i les seves terres es van incorporar al protectorat Britànic de Nigèria del Nord el 1900, tot i que l'emirat va continuar actuant en funcions cerimonials.
Per altres detalls de la seva història vegeu Ilorin (ciutat)

## Governants
Governants de l'emirat d'Ilorin:
| Inici | Final                      | Governant                                                       |
| ----- | -------------------------- | --------------------------------------------------------------- |
| 1824  | 1842                       | Abdusalami dan Salih Alimi                                      |
| 1842  | 1860                       | Shita dan Salih Alimi                                           |
| 1860  | 1868                       | Zubayro dan Abdusalami                                          |
| 1868  | 1891                       | Shita Aliyu dan Shita                                           |
| 1891  | 1896                       | Moma dan Zubayru                                                |
| 1896  | 1914                       | Sulaymanu dan Aliyu                                             |
| 1915  | 1919                       | Shuaybu Bawa dan Zubayru                                        |
| 1920  | 1959                       | Abdulkadir dan Shuaybu Bawa                                     |
| 1959  | 1991                       | Zulkarnayni Gambari dan Muhammadu Laofe Dan Bawa "Aiyelabowo V" |
| 1992  | 1994                       | Malam Aliyu dan Abdulkadir                                      |
| 1995  | Ibrahim Kolapo dan Gambari |                                                                 |